# Beta Volantis

Mapa de constelaciones de la Unión Astronómica Internacional donde aparece Beta Voantis.

Beta Volantis (β Vol / HD 71878 / HR 3347) es una estrella en la constelación de Volans, el pez volador. Es la más brillante de su constelación con magnitud aparente +3,77, por delante de γ Volantis. Se encuentra a 108 años luz de distancia del sistema solar.
Beta Volantis es una gigante naranja de tipo espectral K2III o K1III con una temperatura superficial de 4540 K. 
Su luminosidad es 41 veces mayor que la del Sol y su radio es 13 veces mayor que el radio solar, características muy semejantes a las de Wazn (β Columbae) o δ Muscae; ζ Volantis, en esta misma constelación, es una estrella similar, aunque algo menos fría. Beta Volantis está clasificada como una posible estrella variable, recibiendo la denominación SV ZI 707.
La observación de Beta Volantis con el satélite de infrarrojos WIRE ha permitido estimar su masa, utilizando métodos astrosísmicos, en 1,62 masas solares; en principio, la estimación de la masa de estrellas gigantes es más precisa con esta metodología que con la empleada tradicionalmente, basada en la situación de la estrella en el diagrama de Hertzsprung-Russell.